# Faa'a International Airport
Faa'a International Airport, Frans: Aéroport international de Tahiti-Faaa, is de grootste luchthaven van Frans-Polynesië. De luchthaven ligt in het plaatsje Fa‘a‘ā, ongeveer 5 km van Papeete op het eiland Tahiti. De luchthaven functioneert als hub voor de nationale luchtvaartmaatschappij Air Tahiti Nui, Air Tahiti en Air Moana. Vanaf de luchthaven kan gevlogen worden naar Japan, Noord-Amerika en Oceanië.
Vanaf Faa'a International Airport worden zowel binnenlandse als internationale passagiersvluchten uitgevoerd. De luchthaven is gebouwd op land dat is ontstaan door landaanwinning. De luchthaven beschikt over één start- en landingsbaan die geschikt is voor de Airbus A380 en Boeing 747. De luchthaven is in bezit van VINCI Airports en de Frans-Polynesische overheid. In 2023 handelde de luchthaven zo’n 1,7 miljoen passagiers af.

## Geschiedenis
Voor de bouw van de luchthaven waren er al veel vluchten met watervliegtuigen door RAI en vluchten naar Los Angeles met TAI. In mei 1957 werd ingestemd met de aanleg van een internationale luchthaven op Tahiti. In mei 1959 werd begonnen met de bouw. Op 16 oktober 1960 was de bouw afgerond en werd de luchthaven geopend voor het publiek. Een DC-7 van TAI landde er als eerste. Ook SPAL en Air New Zealand begonnen met vluchten naar de luchthaven. In 1961 werd de luchthaven officieel geopend.
In oktober 2017 plande het Chinese Hainan Airlines chartervluchten in naar de luchthaven en werd hiermee de eerste Chinese verbinding. In datzelfde jaar werd ook begonnen aan een volledige renovatie van de luchthaven.
In 2020 werd de luchthaven nog rechtstreeks verbonden met Parijs door restricties vanwege de coronapandemie. Dit werd de langste non-stop vlucht ooit.

## Luchtvaartmaatschappijen en bestemmingen
Vanaf Faa'a International Airport kan met de volgende luchtvaartmaatschappijen gevlogen worden naar (april 2024):
| Luchtvaartmaatschappij | Bestemmingen |
| ---------------------- | --- |
| Air France             | Los Angeles |
| Air Moana              | Afareitu, Atuona, Avatoru, Bora Bora, Nuku Hiva, Uturoa |
| Air New Zealand        | Auckland |
| Air Rarotonga          | Avarua |
| Air Tahiti             | Afareitu, Avarua, Avatoru, Atuona, Bora Bora, Fakatopatere, Fare, Garumaoa, Katiu, Mataura, Maupiti, Moerai, Niutahe, Nuku Hiva, Otepa, Paeva, Pahua, Pouheva, Rairua, Raitahiti, Rautini, Rikitea, Rimatara, Rotoava, Tikehau, Uturoa |
| Air Tahiti Nui         | Auckland, Los Angeles, Seattle, Tokio |
| Aircalin               | Nadi, Païta |
| Delta Air Lines        | Seizoensgebonden: Los Angeles |
| French Bee             | San Francisco |
| Hawaiian Airlines      | Honolulu |
| United Airlines        | San Francisco |

## Incidenten en ongevallen
- Op 22 juli 1973 stortte Pan Am vlucht 816 neer direct na het opstijgen. 78 van de 79 inzittenden van de Boeing 707 kwamen om het leven.[16]
- Op 12 september 1993 raakte Air France vlucht 072, een Boeing 747-400 met registratie F-GITA, van de baan na de landing. Vier passagiers raakten gewond.[17]
- Op 23 december 2000 schoot Hawaiian Airlines vlucht 481 van de landingsbaan tijdens een storm. Eén van de 154 inzittenden in de Douglas DC-10-10 raakte lichtgewond.[18]
- Op 9 augustus 2007 stortte Air Moorea vlucht 1121 neer na het opstijgen onderweg naar Faa'a International Airport. Alle 20 inzittenden van de de Havilland Canada DHC-6 Twin Otter kwamen om het leven.[19]